# Фалилеевское сельское поселение
Фалиле́евское се́льское поселе́ние — муниципальное образование в составе Кингисеппского района Ленинградской области Российской Федерации. Административный центр — деревня Фалилеево.
Глава поселения — Ахтырцев Андрей Александрович, глава администрации — Филиппова Светлана Геннадьевна.

## Географические данные
Поселение расположено в восточной части Кингисеппского района.
На территории поселения леса смешанные, с преобладанием лиственных. Имеются залежи торфа.
По территории поселения проходят автодороги:
- 41К-111 (Перелесье — Гурлёво)
- 41К-112 (Домашово — Большое Руддилово)
- 41К-613 (подъезд к дер. Лоузно)

Расстояние от административного центра поселения до районного центра — 35 км.
В пределах поселения протекает одна из крупных рек района — Систа с притоком Сумой, которая впадает в Копорскую губу.

## История
В начале 1920-х годов в составе Котельской волости Кингисеппского уезда были образованы Кайболовский и Фалилеевский сельсоветы.
В августе 1927 года Кайболовский и Фалилеевский сельсоветы вошли в состав Котельского района Ленинградской области.
В ноябре 1928 года Кайболовский и Фалилеевский сельсоветы были объединены в Кайболовский сельсовет с центром в деревне Кайболово.
20 сентября 1931 года Котельский район был ликвидирован, Кайболовский сельсовет вошёл в состав Кингисеппского района.
16 июня 1954 года Кайболовский, Велькотский и Ратчинский сельсоветы были объединены в Удосоловский сельсовет.
20 марта 1959 года из Удосоловского сельсовета был вновь выделен Кайболовский сельсовет.
По данным 1966 года центр Кайболовского сельсовета перенесён в деревню Домашово.
18 января 1994 года постановлением главы администрации Ленинградской области № 10 «Об изменениях административно-территориального устройства районов Ленинградской области» Кайболовский сельсовет, также как и все другие сельсоветы области, преобразован в Кайболовскую волость.
1 января 2006 года в соответствии с областным законом № 81-оз от 28 октября 2004 года «Об установлении границ и наделении соответствующим статусом муниципального образования Кингисеппский муниципальный район и муниципальных образований в его составе» образовано Фалилеевское сельское поселение с центром в деревне Фалилеево, в его состав вошла территория бывшей Кайболовской волости.

## Население
| 2006  | 2010  | 2011  | 2012  | 2013  | 2014  | 2015  |
| ----- | ----- | ----- | ----- | ----- | ----- | ----- |
| 1300  | ↘1050 | ↘1049 | ↗1080 | ↗1116 | ↗1149 | ↗1184 |
| 2016  | 2017  | 2018  | 2019  | 2020  | 2021  | 2023  |
| ↘1156 | ↘1140 | ↘1109 | ↘1089 | ↘1067 | ↗1343 | ↘1317 |
| 2024  | 2025  |       |       |       |       |       |
| ↘1274 | ↗1275 |       |       |       |       |       |

## Состав сельского поселения
В состав сельского поселения входят 9 населённых пунктов:
| № | Населённый пункт | Тип населённого пункта          | Население    |
| - | ---------------- | ------------------------------- | ------------ |
| 1 | Горка            | деревня                         | ↗20 (2017)   |
| 2 | Домашово         | деревня                         | ↗110 (2017)  |
| 3 | Кайболово        | деревня                         | ↗83 (2017)   |
| 4 | Лоузно           | деревня                         | ↘2 (2017)    |
| 5 | Ратчино          | деревня                         | ↗45 (2017)   |
| 6 | Систа            | деревня                         | ↗19 (2017)   |
| 7 | Унатицы          | деревня                         | ↗10 (2017)   |
| 8 | Утешение         | деревня                         | ↘0 (2017)    |
| 9 | Фалилеево        | деревня, административный центр | ↗1062 (2017) |

## Социальная сфера
В поселении работают средняя школа, Дом культуры, библиотека, детский сад.

## Экономика
Основным источником дохода для поселения является сельское хозяйство. Сельхозпредприятие «Домашово» занимается молочным животноводством. Помимо этого, в поселении работают 28 частных ферм. Из общей площади поселения сельхозугодия занимают 2530 га.

## Достопримечательности
- Церковь Георгия Победоносца в Ратчино[26]
- Часовня св. Николая в Кайболово[27]
- Древнее городище в Кайболово[28]
- Усадьба Альбрехтов в Утешении